# Accord de Tighina

Territoire roumain en mai 1942.

L' accord de Tighina (roumain : Acordul de la Tighina ; allemand : Tighiner Abkommen) est un accord entre l'Allemagne nazie et la Roumanie sur les questions d'administration, d'économie et de sécurité du gouvernorat de Transnistrie qui est entré en vigueur le 30 août 1941. Il est signé pendant la Seconde Guerre mondiale, alors que se déroule l'invasion de l'Union soviétique par l'Axe. L'accord de Tiraspol par lequel la Roumanie reçoit la région entre en vigueur peu de temps auparavant, le 19 août.
Des discussions pour parvenir à un accord commencent le 17 août, et elles sont conclues par le général allemand Arthur Hauffe et le général roumain Nicolae Tătăranu (en) dans la ville de Tighina (aujourd'hui Bender en Moldavie, sous contrôle transnistrien). Avant l'accord, la région est restée sous occupation militaire allemande. En outre, il est convenu que jusqu'à la fin des opérations militaires, la Roumanie ne pourra pas évacuer ses Juifs à l'est du Boug méridional (c'est-à-dire vers des terres sous contrôle allemand, car le fleuve marque la frontière orientale de la Transnistrie). Par conséquent, ils devront être placés dans des camps de travail jusque dans cette zone. C'est probablement à cause de l'incapacité de l'Einsatzgruppe D d’opérer dans cette zone, car ce groupe fonctionnait sur une très grande surface et n'était pas en mesure de gérer un afflux de Juifs venant de Roumanie dans ses terres d'opération.
L'accord permet également à l'armée allemande d'établir des bases navales et aériennes en Transnistrie et d'entrer périodiquement dans la région pour effectuer des « travaux spéciaux », faisant référence à des actions contre sa population juive. La Transnistrie deviendra plus tard la destination de nombreux Juifs du nord de la Bucovine et de la Bessarabie récemment récupérés. Ion Antonescu, Conducător (chef) de Roumanie, prévoyait de coloniser la Transnistrie avec des colons roumains une fois l'invasion de l'Union soviétique et l'extermination de la population juive et rom de la région terminées pour l'annexer officiellement. L'accord comportait 9 articles.